# Het leven is een trip
Het leven is een trip is een lied van de Nederlandse rapper Josylvio in samenwerking met de rapper Lijpe. Het werd in 2020 als single uitgebracht en stond in 2021 als elfde track op het album Abu Omar van Josylvio.

## Achtergrond
Het leven is een trip is geschreven door Delaney Alberto, Joost Theo Sylvio Yussef Abdelgalil Dowib en Abdel Achahbar en geproduceerd door Diquenza. Het is een nummer uit het genre nederhop. In het beschouwen de rappers hun eigen leven en het leven in het algeheel. Hierover vertellen ze dat het soms kan mee- en soms tegenzitten. De single heeft in Nederland de platina status.
Het is niet de eerste keer dat de twee artiesten samen een hitsingle hebben. Zo waren ze eerder al samen te horen op Money money, Vuurwerk en Day one. Ze herhaalden de samenwerking op Schakelen.

## Hitnoteringen
De artiesten hadden succes met het lied in de hitlijsten van het Nederlands taalgebied. Het piekte op de vijfde plaats van de Single Top 100 en stond zeventien weken in deze hitlijst. De Top 40 werd niet bereikt; het lied bleef steken op de derde plaats van de Tipparade. Ook in de Vlaamse Ultratop 50 was er geen notering. Het kwam hier tot de twintigste plaats van de Ultratip 100.